# Dictablanda
Per dictablanda si intende una tipologia di governo dittatoriale nel quale le libertà civili vengono garantite.
Il termine dictablanda è una parola macedonia tra i lemmi spagnoli dictadura ("dittatura") e blanda ("morbido"), letteralmente, dittatura morbida.

## Storia

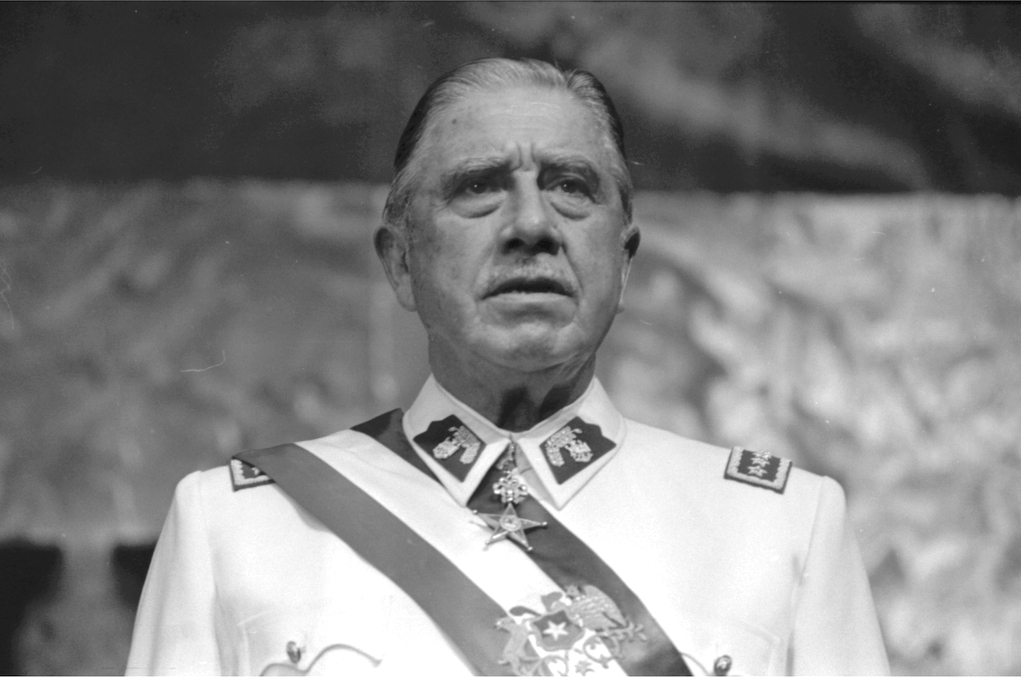
Augusto Pinochet è stato il capo – a suo dire – di una dictablanda

La parola dictablanda venne usata per la prima volta in Spagna, nel 1930, quando Dámaso Berenguer sostituì Miguel Primo de Rivera come capo del governo dittatoriale al potere: Berenguer tentò di ridurre le tensioni presenti nel Paese, abrogando alcune delle misure più dure introdotte da Rivera. Il termine venne utilizzato anche per riferirsi agli ultimi anni della Spagna franchista e ai settant'anni di governo egemonico del Partito Rivoluzionario Istituzionale messicano; il dittatore cileno Augusto Pinochet citò la dictablanda quando gli fu chiesto del suo regime e delle accuse contro il suo governo.
Analogicamente, lo stesso gioco di parole venne fatto in portoghese come ditabranda o ditamole. Nel mese di febbraio del 2009, il quotidiano brasiliano Foglio di S. Paolo ha pubblicato un articolo che classificava la dittatura militare in Brasile (1964–1985) come una ditabranda, creando polemiche.
In lingua spagnola, il termine dictablanda si trova in contrasto con democradura (una parola macedonia tra democracia e dictadura), ovvero una democrazia illiberale dove sono eletti il governo ed i suoi leader, ma che presenta una carenza di libertà civili.